# Herman Kessels
Pour les articles homonymes, voir Kessels.
Herman Kessels, né le 2 mai 1794 à Bruxelles et mort à Saint-Josse-ten-Noode le 15 novembre 1851, est un militaire belge célèbre pour sa participation à la révolution belge de 1830. Il est également connu pour avoir acheté et exposé la « baleine royale d'Ostende » à travers l'Europe, dès 1827.

## Biographie

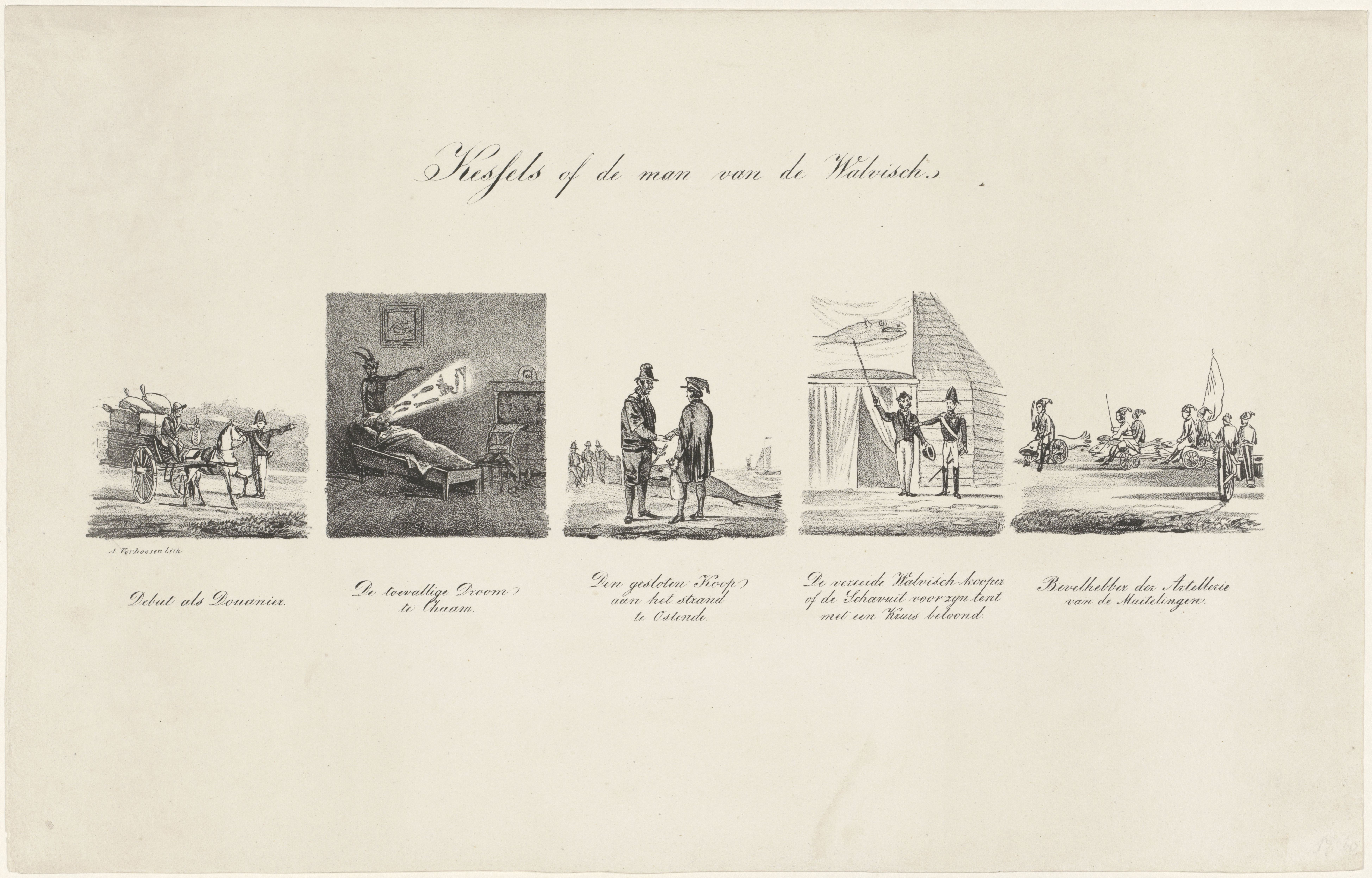
Caricature d'Herman Kessels illustrant cinq événements de sa vie. De gauche à droite : ses débuts comme douanier, son rêve à Chaam, l'épisode de la baleine d'Ostende, son exhibition à travers l'Europe, puis son rôle de commandant d'artillerie.

### Origines et vie privée
Herman Kessels est né à Bruxelles le 2 mai 1794, alors située dans le département de la Dyle pendant la période française de l'histoire de la Belgique. Il est le fils de Cornelie Baesten (née le 5 mars 1774 à Baerle-Duc et décédée le 26 février 1862 à Rotterdam) et d'Arnolus Kessels (né le 22 juin 1764 à Wanssum et décédé le 6 novembre 1824 à Zwolle). Il est l'ainé d'une famille de six enfants et a trois sœurs et deux frères, respectivement : Anne-Marie (1797-1840), Caroline (1804-1860), Thomas-Arnold (1804-1860), Marie-Therese (1806-1874) et Louis (1807-1846).
Herman Kessels est baptisé catholique dans la cathédrale Saints-Michel-et-Gudule de Bruxelles et se marie le 15 juin 1815 à Amsterdam avec Alida Cornelia Snethlage, née le 13 janvier 1793 dans la même ville. Ensemble, ils ont 11 enfants : Herman (1815-1840), Gaspar (1816-1883), Charles (1820-1889), Cornelius (1822-1828), Adèle (1824-1891), Arnold (1825-1828), Constance (1827-1870), Henri-François (1829-1909), Joséphine (1830-1896), Hortense (1834-1879) et Gilbert (1837-1858).

### Première carrière militaire
Il commence sa carrière militaire le 15 août 1807 alors qu'il n'est âgé que de 13 ans en tant que cadet-caporal, au sein du 7e régiment d'infanterie du royaume de Hollande. Il démissionne en octobre 1808 pour rejoindre la marine impériale française dès le 15 février 1809 en tant qu'apprenti marin à bord du vaisseau de ligne Le Brabant dans la flotte de l'amiral Charles Henri Ver-Huell, basée au Texel.
Lorsque les départements des Pays-Bas sont envahis après les défaites françaises lors de la guerre de la Sixième Coalition, Kessels reçoit son congé le 6 novembre 1813 et, le 15 décembre, le général Krayenhoff le nomme provisoirement sous-lieutenant d'artillerie dans l'armée des Pays-Bas, pour servir au 4e bataillon d'artillerie de ligne, lors du blocus de Naarden (nl). Son brevet définitif lui est délivré le 28 janvier 1814. Kessels est promu premier-lieutenant au 2e bataillon d'artillerie de ligne le 16 mars 1814 par le prince d'Orange.

### Carrière civile et expédition en Colombie
Après la création du Royaume uni des Pays-Bas par le congrès de Vienne en 1815, il quitte la nouvelle armée néerlandaise et entre au service du ministère de l'Eau et des Travaux publics. En 1819, il se porte volontaire en tant que capitaine d'artillerie dans l'armée auxiliaire de Simon Bolivar qui mène la guerre d'indépendance de la Colombie, dans ce qui est encore la colonie espagnole de la Nouvelle-Grenade. Le recrutement a lieu à Gand et, le 15 août Hermann se voit octroyer un brevet de capitaine d'artillerie dans l'armée auxiliaire colombienne et part pour l'Amérique du Sud. Après la victoire lors de la bataille de Boyacá, le corps auxiliaire est dissous et Kessels revient en Europe où il est nommé receveur d'arrondissement de la province d'Anvers le 3 novembre 1819. Il est alors domicilié à Baarle-Nassau et est receveur des contributions à  Weelde. C'est dans ce cadre qu'il se fait violemment agresser alors qu'il rentre du travail le samedi 1er juin 1822, quand deux hommes tentent de lui voler l'argent qu'il transport en lui assénant deux coups de fusils qui le font tomber de son cheval, puis un coup de couteau. Kessels s'en tire finalement et, le 14 novembre 1823 il est nommé vérificateur des droits d'entrée et des accises à Ostende.

### La «baleine royale d'Ostende»
Le 3 novembre 1827, le Dolfyn, une chaloupe de pêche, recueille l'épave d'une baleine bleue en mer du Nord, au large de la côte belge et la ramène sur la plage d'Ostende. Herman Kessels la rachète pour le prix de 3 000 florins néerlandais et fait venir le zoologiste français Georges Cuvier pour l'identifier. La nouvelle de l'évènement attire l'attention et, en une semaine, 8 000 personnes viennent voir la baleine, ce qui représente une foule considérable pour l'époque. 
Quelques jours plus tard, Louis Paret, un taxidermiste de Bredene qui dirigeait un musée d'animaux empaillés, commence la dissection de l'animal. On en récolte 20 000 kilos  de graisse que l'on transforme en huile de baleine. Le 19 novembre le squelette est entièrement nettoyé et transféré dans un pavillon que Kessels fait construire spécialement à cet effet sur le Keizerskaai (l'actuelle Vindictivelaan (nl)). Le bâtiment mesurait 33 mètres de long, 11 mètres de large et 12 mètres de haut afin de pouvoir accueillir le squelette de l'animal qui mesurait 26,60 mètres de long. Kessels fait alors don du squelette au roi des Pays-Bas, Guillaume Ier et des cérémonies et banquets ont lieu pendant trois jours pour fêter l'évènement. C'est au cours de ces festivités que la baleine est baptisée la Koninklijke Walvis van Oostende (la « baleine royale d'Ostende »).
Dix jours plus tard, le squelette entame une véritable tournée d'exposition au travers de l'Europe. La baleine est remorquée dans son pavillon, par deux barges jusqu'à Gand pour y être exposée, puis voyage successivement à Bruxelles, La Haye, Rotterdam, Anvers, Paris, Londres, Francfort, Berlin, Dresde, Vienne, Saint-Pétersbourg et Leipzig. Enfin, le squelette a été vendu en Russie à Balabin, un mécène qui en a fait don à l'académie des sciences de Saint-Pétersbourg où le squelette se trouve encore aujourd'hui, exposé au musée zoologique de la ville.
C'est lors de cette « tournée » que Kessels reçoit la croix de la Légion d'honneur de la part du roi de France, Charles X, le 31 octobre 1829, en récompense du courage dont il avait fait preuve lors du sauvetage de l'équipage d'une goélette de Dunkerque, qui avait sombré près d'Ostende en janvier 1828.

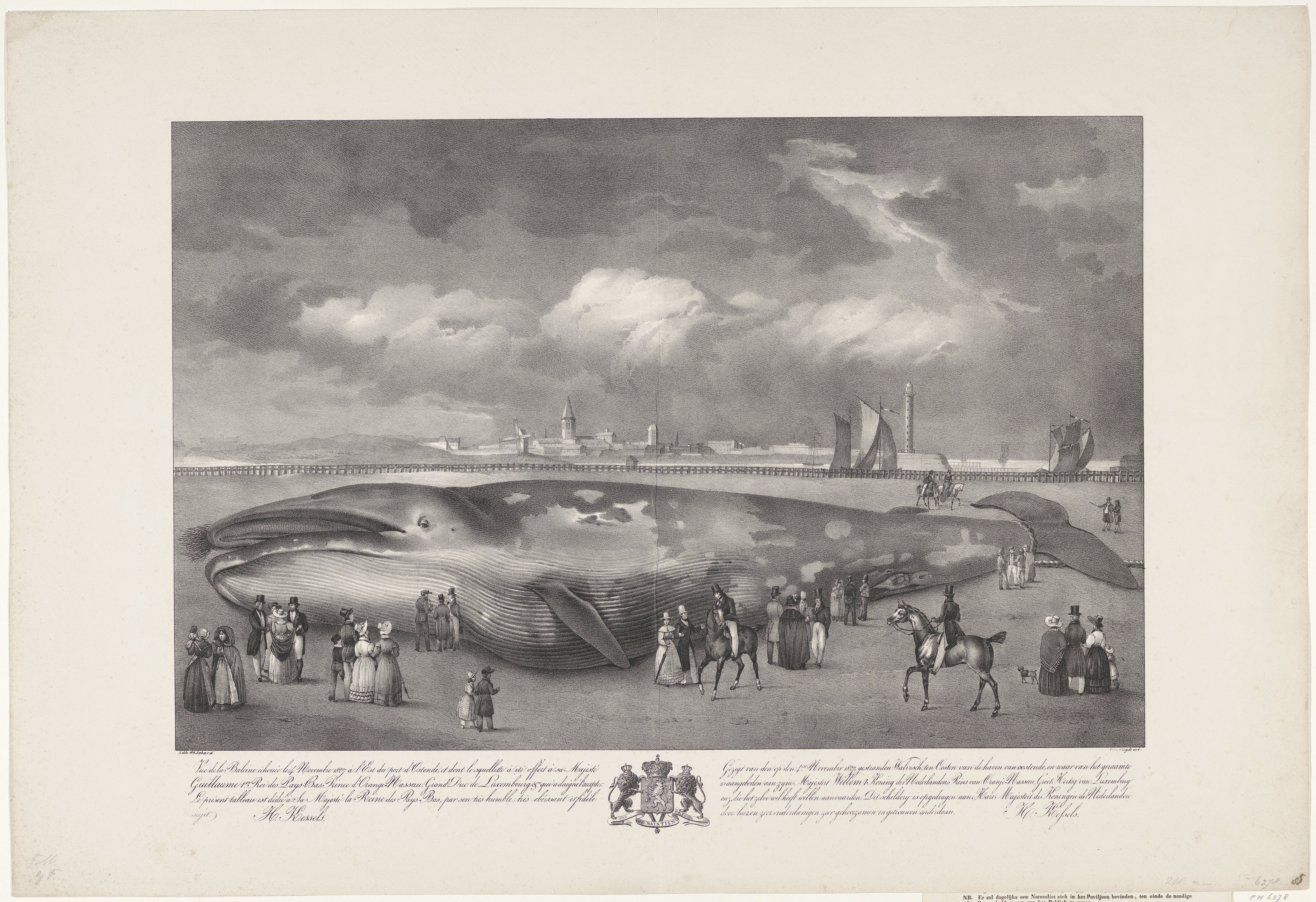
La baleine achetée par Kessels, avait été ramenée par des pêcheurs sur la plage d'Ostende.
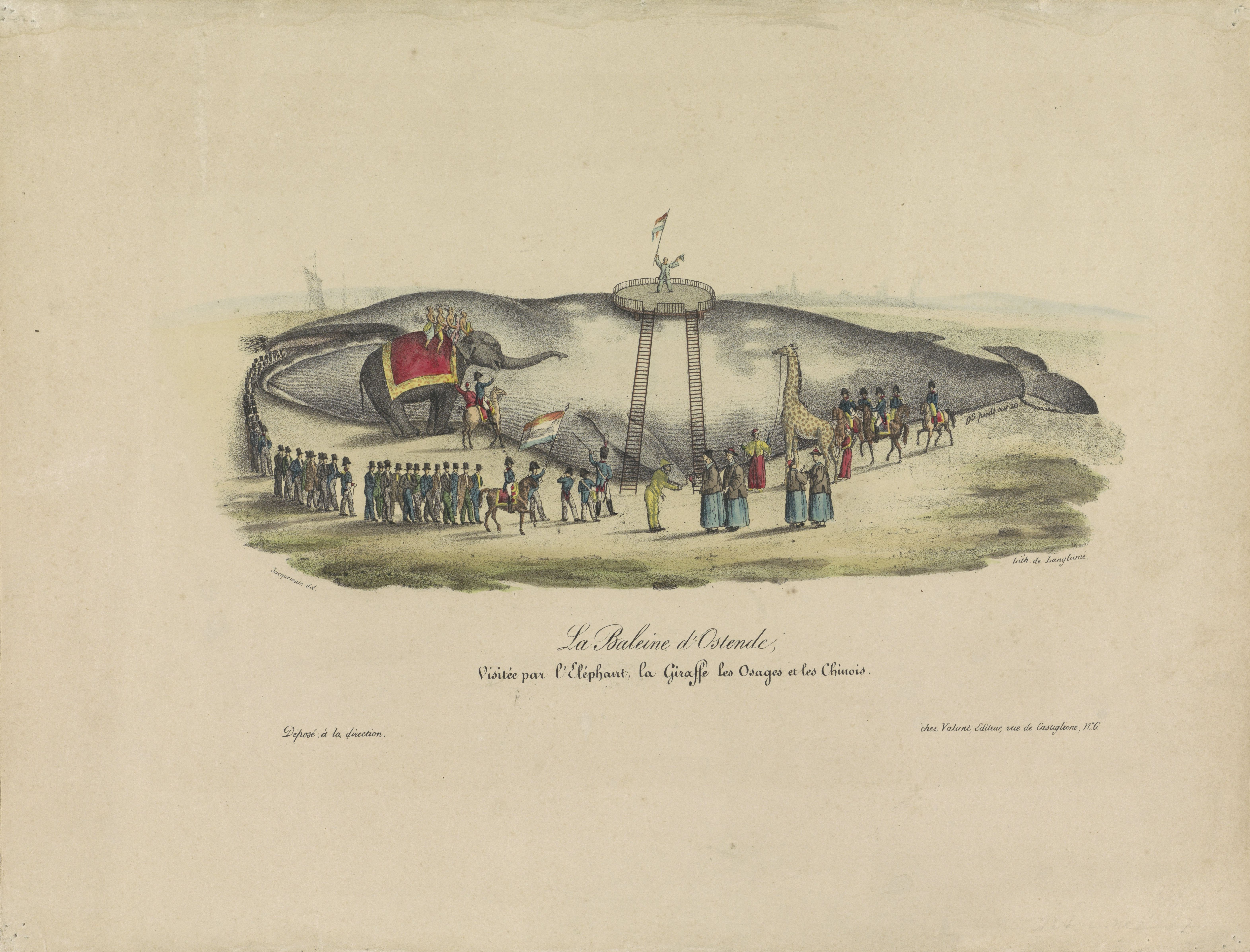
Caricature représentant la visite de la baleine par l'Eléphant, la Giraffe des Osages et les Chinois.
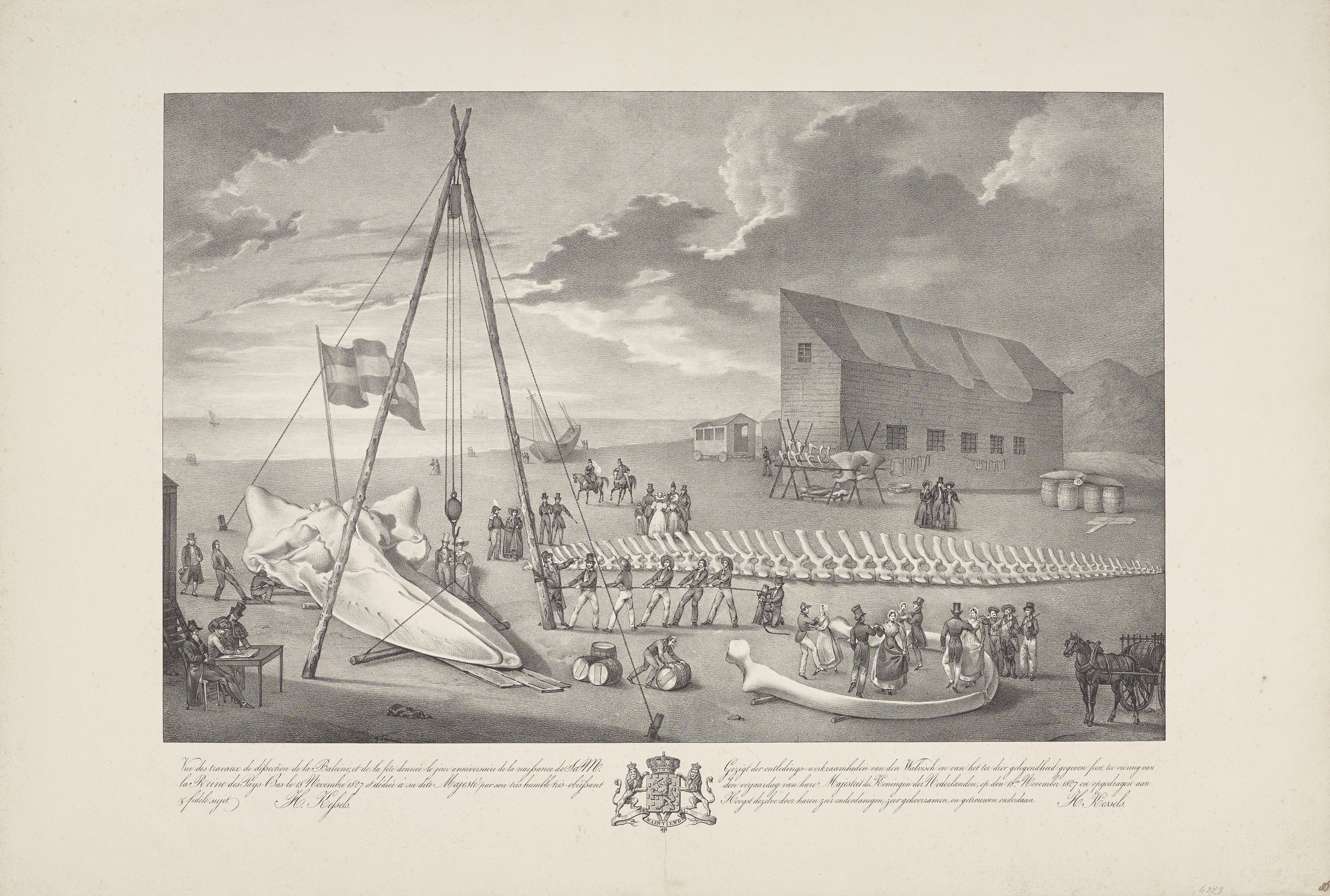
La dissection de la baleine.
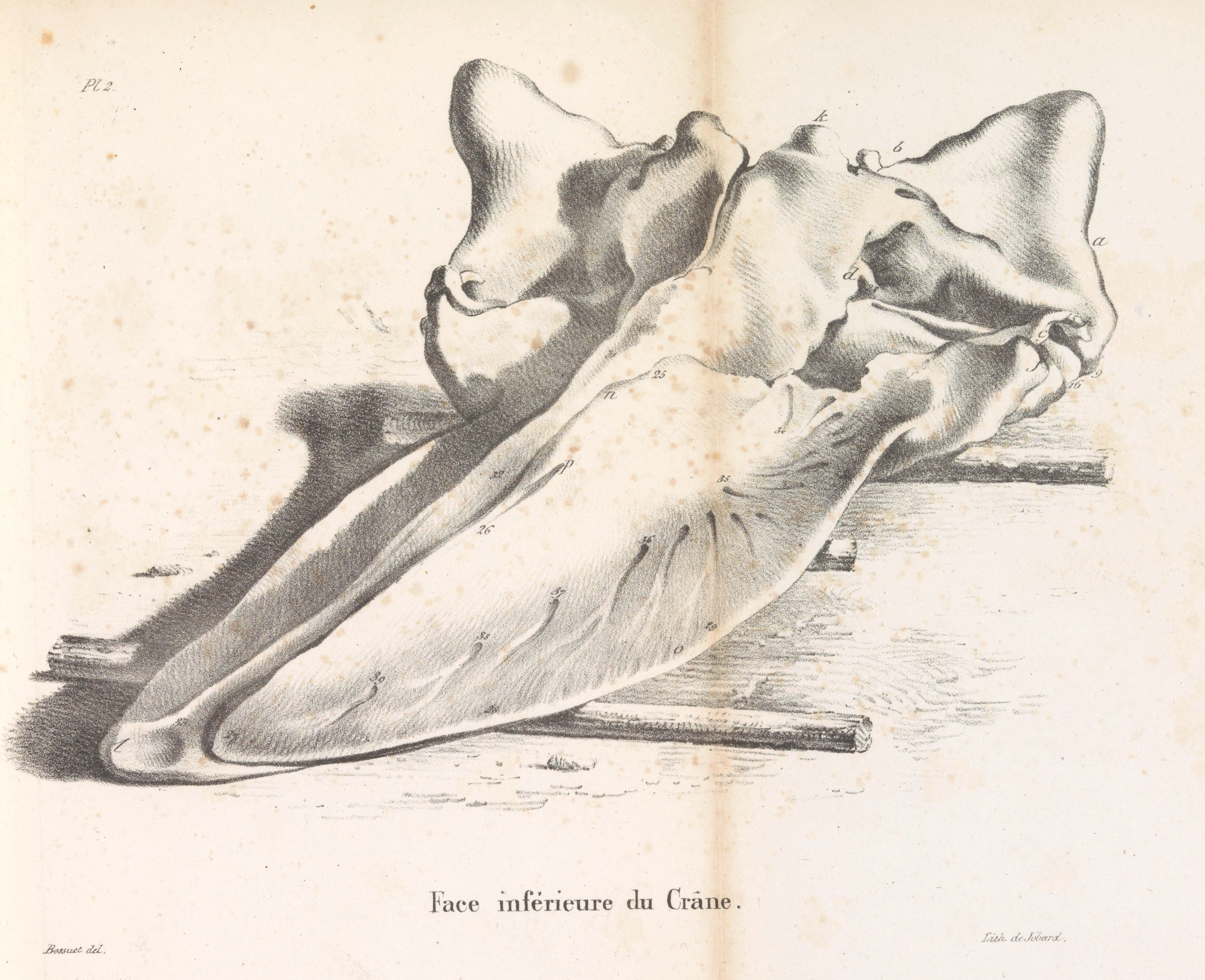
La face inférieure du crâne de la baleine.
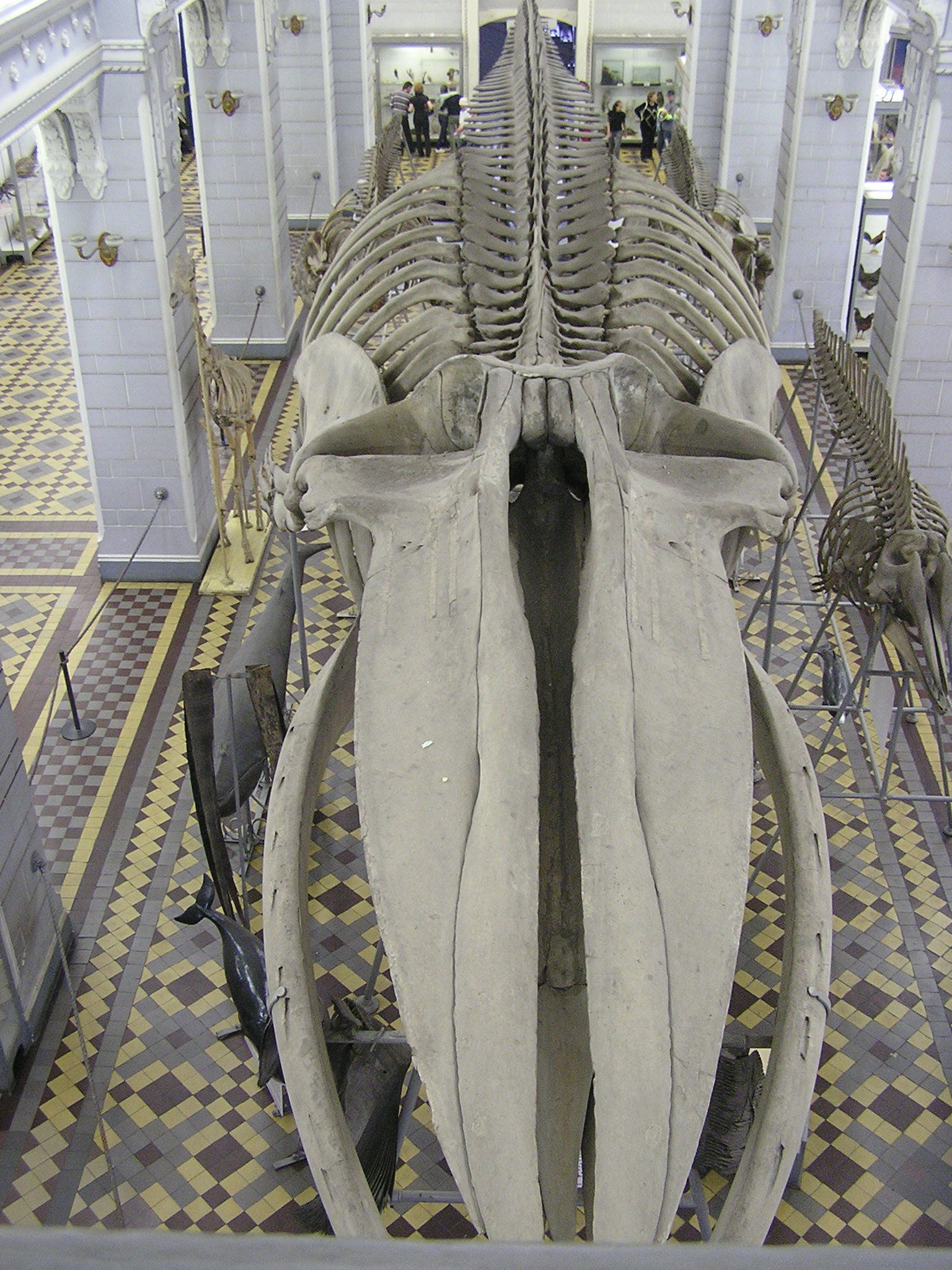
La « baleine royale d'Ostende » toujours exposée aujourd'hui au musée zoologique de Saint-Pétersbourg.
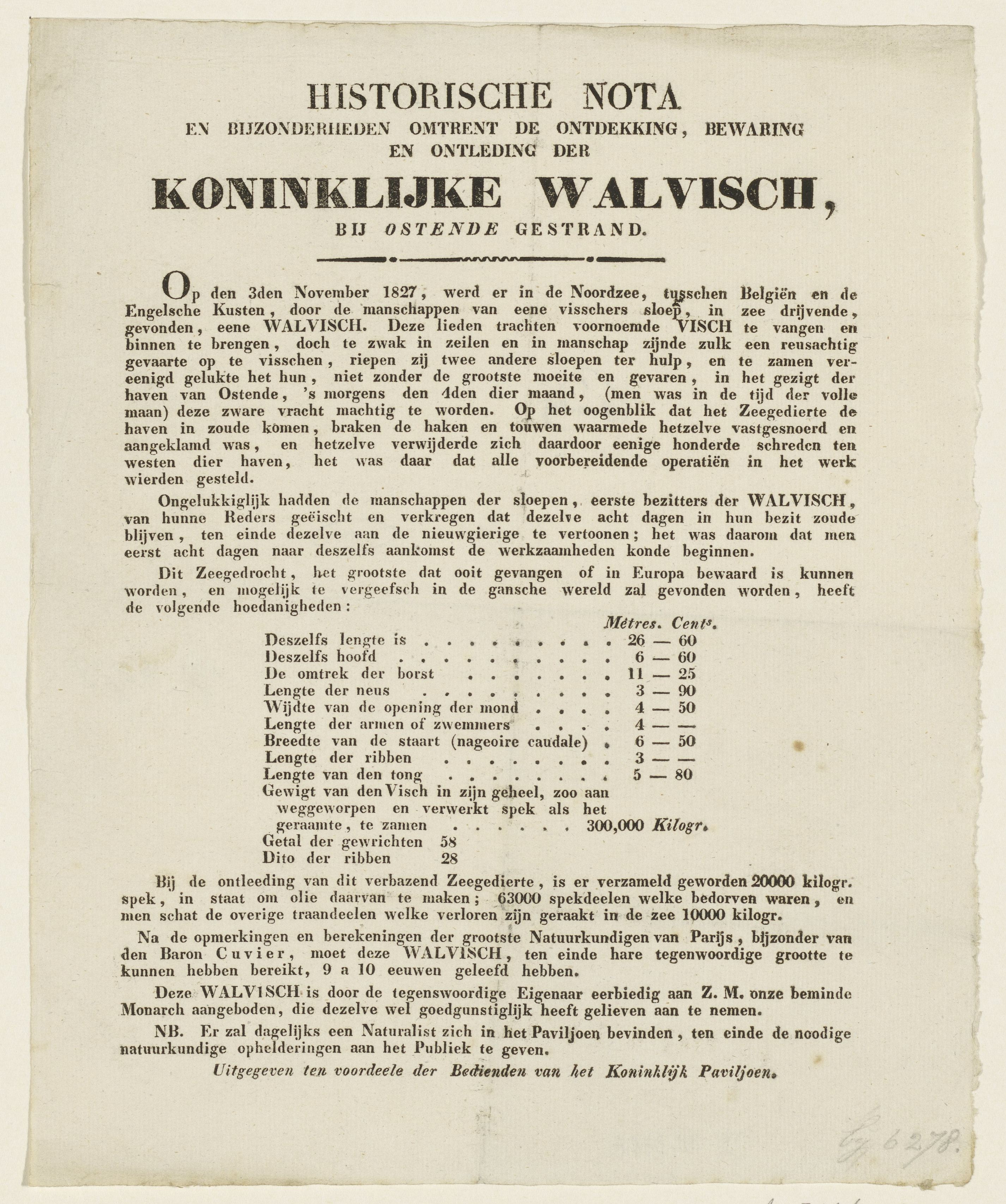
Informations à propos de la baleine d'Ostende.

### Révolution belge
Lorsque la révolution belge éclate avec les émeutes d'août 1830 à Bruxelles, Herman Kessels se trouve à Lyon et décide de rejoindre sa ville natale, où il arrive le 14 septembre, alors que l'insurrection s'est généralisée. Il rejoint la commission de sûreté publique mais est soupçonné d'espionnage alors qu'il rend visite à sa femme et ses enfants à Anvers, ville toujours sous contrôle néerlandais à ce moment.

#### Les Quatre Jours de Bruxelles

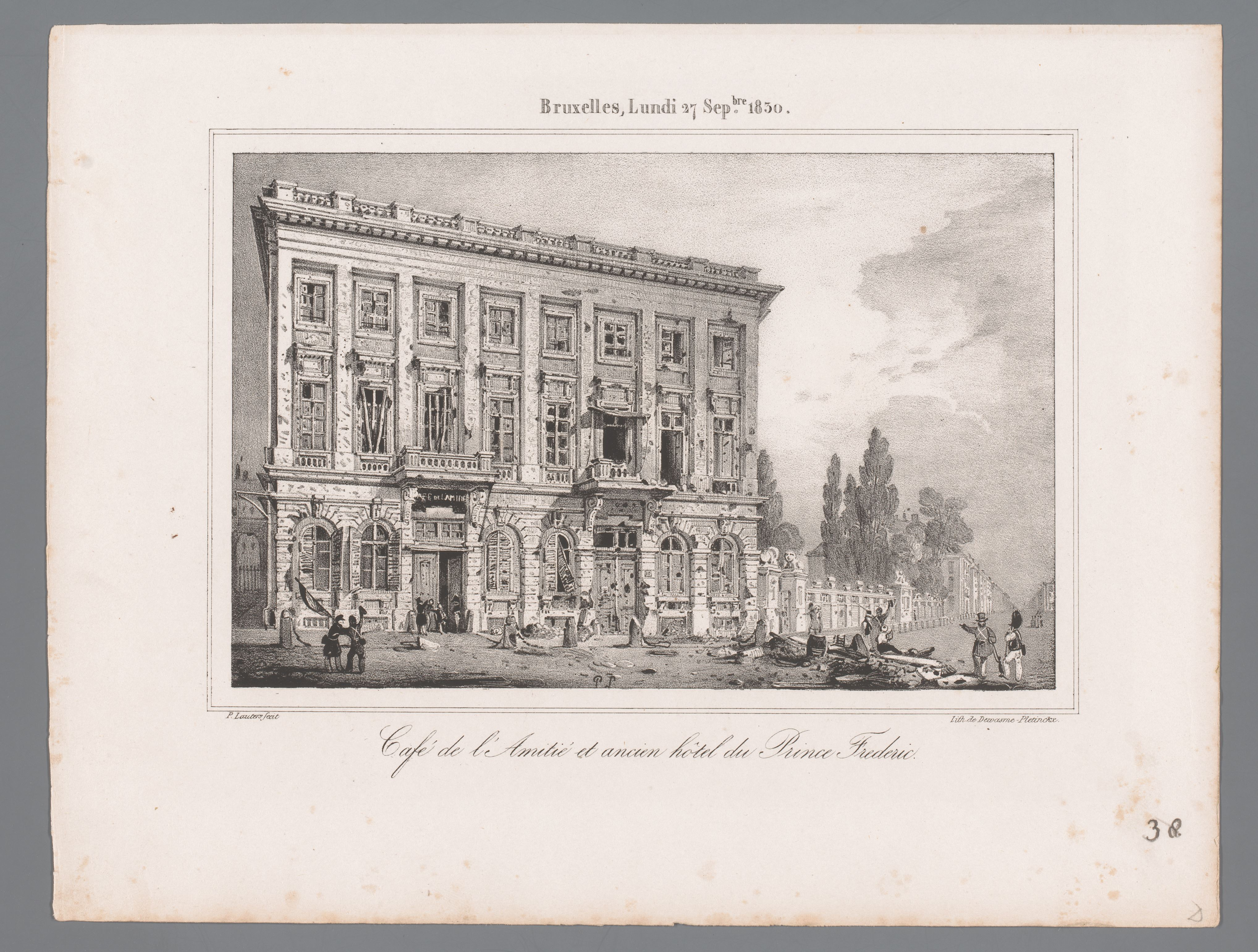
La barricade érigée par Kessels entre l'hôtel Belle-Vue et le café de l'Amitié, faisant face à l'entrée du parc de Bruxelles.

Il revient à Bruxelles, qui se prépare à l'attaque de l'armée néerlandaise campant depuis le 30 août à Vilvorde, sous le commandement du prince Frédéric. Kessels et quelques autres bourgeois se réunissent le soir du 22 septembre à l'estaminet de L'Aigle d'Or et émettent l'hypothèse de la direction probable de l'attaque vers le parc de Bruxelles, qui s'étendrait ensuite sur la ville par la place Royale. Cette prédiction, qui s’avérera exacte, leur fait suggérer l'édification d'une barricade entre le Café de l'Amitié et l'Hôtel Belle-Vue. Ils se mettent à l'ouvrage et, à trois heures du matin, la barricade est construite. Juste à temps pour que, quelques heures plus tard, elle puisse considérablement contribuer à empêcher l'armée du Prince de pénétrer dans Bruxelles lors de lancement de l'attaque.
Kessels, revêt de le sarrau bleu des volontaires et combat avec eux jusqu'au soir, armé d'une carabine. Le lendemain matin, il regagne la barricade qu'il avait fait élever pour reprendre les combats, puis se rend à l'hôtel du prince de Chimay, plus favorablement situé pour tirer sur le parc. Il se joint ensuite à une colonne composée d'une centaine d'hommes et menée par Juan van Halen, un général espagnol joint à la cause belge. Ils pénètrent dans la rue de Louvain et parviennent à l'occuper jusqu'à la barricade de la rue de l'Orangerie. Ils occupent alors les maisons qui entourent le palais des États généraux et tirent par les fenêtres donnant sur le parc jusqu'à 17 h. Kessels se rend ensuite à la barricade de la rue Montagne du Parc où il vient en aide aux volontaires luttant contre les incendies allumés par les boulets néerlandais. Le soir, Juan Van Halen, nommé commandant des troupes « belges » apprenant que Kessels est un ancien officier d'artillerie, le nomme commandant de l'artillerie dans l'état-major qu'il se constitue avec Anne François Mellinet. Celle-ci comptait six pièces attelées et deux autres venues avec les volontaires de Jemappes. En face, l'artillerie néerlandaise, comptait vingt-six bouches à feu. Kessels tente alors de raisonner les troupes belges, indisciplinées, qui tirent en feu continu à longue portée en direction du parc, avec peu d'effet, malgré la pénurie de poudre à canon. Pendant la nuit du samedi 25 au dimanche 26, il fait confectionner des gargousses chez l'armurier Goomans, rue des Dominicains et se fait alimenter en poudre par les renforts venus de province.

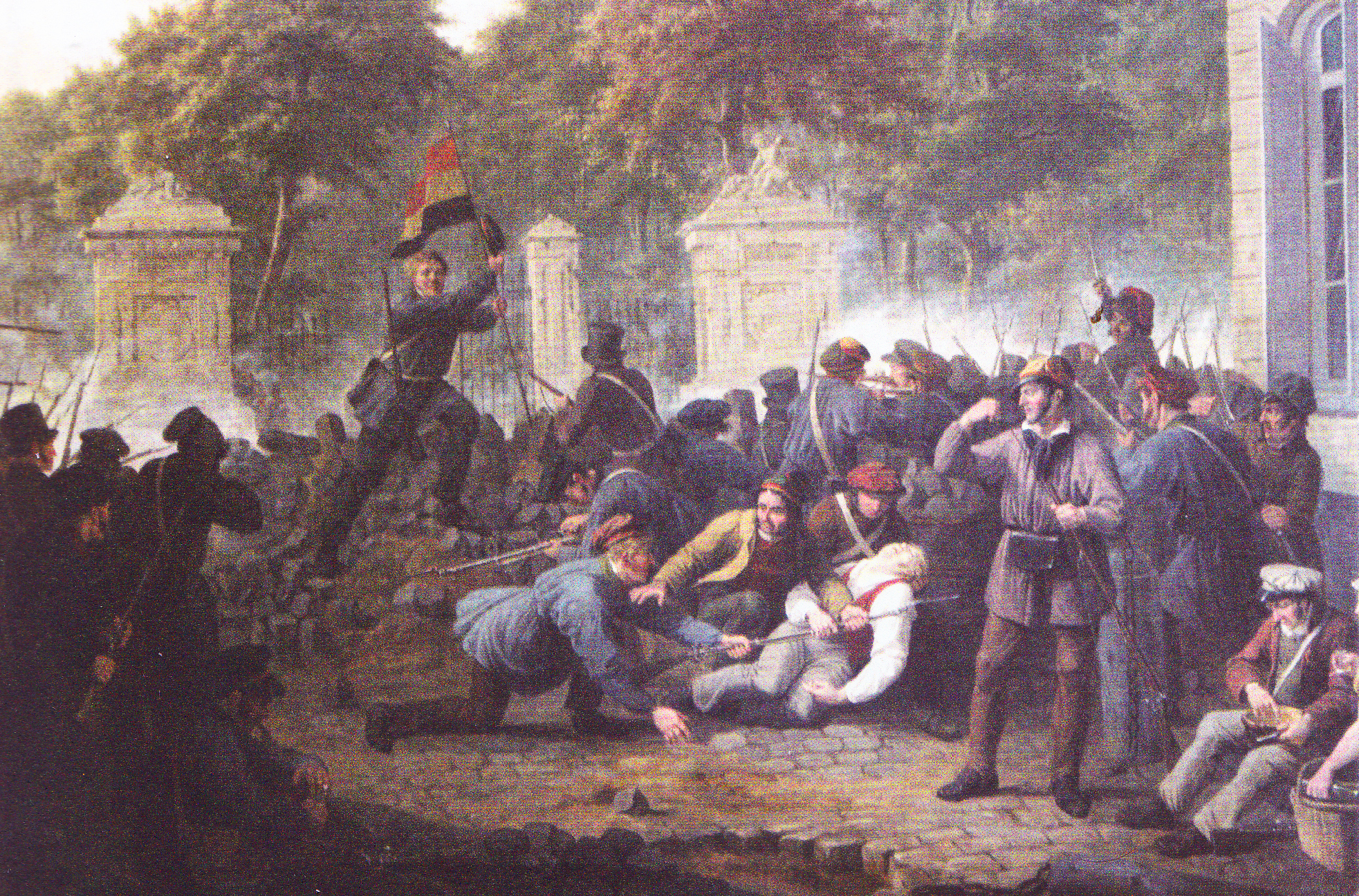
L'attaque du parc de Bruxelles, lors des Journées de Septembre, sur une toile de Constantin Fidèle Coene.

Le 26 septembre vers 10 h les Néerlandais lancent une attaque depuis le parc vers les barricades qui en fermaient les issues. Kessels est alors établi sur la terrasse de l'Hôtel de Belle-Vue avec les deux canons venus de Jemappes. C'est à ce moment qu'il est blessé à l'épaule par un biscaïen. L'attaque est finalement repoussée et, dans leur fuite, les hommes du Prince d'Orange abandonnent deux canons et leurs caissons, à vue des Belges dans le parc. Juan Van Halen ordonne à Kessels de se mettre à la tête de tous les hommes de bonne volonté qu'il pourrait réunir et d'opérer une attaque dans le centre du Parc. Kessels recrute 23 hommes avec lesquels il mène son expédition et revient avec les caissons mais seulement six de ses compagnons. Van Halen ordonne ensuite une attaque générale du Parc exécutée par Kessels et le capitaine Bouchez à la tête d'une petite troupe d'hommes qui perdent presque tous la vie, en essayant d'escalader les talus derrière lesquels les « Hollandais » sont retranchés et tirent.
Dans la nuit du 26 au 27 septembre, Van Halen charge Kessels de construire une barricade renforcée en forme de lunette en avant de la
Montagne du Parc. Il déclare : « Kessels trouvera l'occasion de prouver son zèle habituel dans l'exécution de cet ouvrage sur le point central de notre ligne. » L'édification débute vers 22 h au moyen de grandes caisses et de tonneaux remplis de pierres, de fagots et de sacs de terre. Cinq embrasures y sont ménagées afin de balayer l’entièreté de la rue Royale : deux du côté de la porte de Schaerbeek et trois vers les palais royal de Bruxelles. Le travail est terminé à 4 h 30 mais la barricade ne servit jamais : en effet, le Prince d'Orange décide de faire évacuer son armée à la faveur de la nuit, permettant l'annonce de la surprenante victoire belge.

### Campagne d'Anvers
Le conflit se militarise après la victoire surprise des belges lors des Journées de Septembre après les Quatre Jours de Bruxelles le 27 septembre 1830 et les combats de Louvain le lendemain. Si l'indépendance de la Belgique n'est déclarée que le 4 octobre, le gouvernement provisoire entend profiter de la liesse de la victoire pour poursuivre les opérations et chasser les « Hollandais » hors des huit provinces rebelles des Pays-Bas méridionaux. Il décide d'envoyer une colonne expéditionnaire de trois cents volontaires et deux canons à Louvain, menacée par les hommes du général Ghisbert Martin Cort Heyligers, qui venait d'attaquer Tirlemont le jour-même. La troupe est placée sous le commandement d'Herman Kessels qui part le 29 et arrive le même jour dans la ville où aucun combat n'a lieu à ce moment, mais où la population l'accueille avec enthousiasme. Quelques jours plus tard s'y forment les prémices des futures forces armées belges avec le 1er corps d'armée, un régiment composés de corps francs sous le commandement de Pierre Joseph Parent, puis de Charles Niellon. Celui-ci est composé, entre autres, des volontaires de la légion belge-parisienne arrivés dans le cadre de la participation française à la révolution belge de 1830. Il l'organise en trois bataillons d'environ 700 hommes soutenus par l'artillerie sous les ordres de Kessels disposant de deux canons de 6 livres, d'un obusier de 15 centimètres et de trois caissons de munitions .
Le premier corps reçoit pour ordre de se porter vers Anvers et quitte Louvain le 14 octobre en se dirigeant d'abord vers Aarschot et Heist-op-den-Berg afin de tromper l'ennemi sur ses intentions. Le 16, il arrive à Lierre, qu'il prend facilement après une démonstration de force des volontaires et de l'artillerie de Kessels. Le lendemain, ce dernier effectue une reconnaissance autour de Duffel avec trois cavaliers et douze volontaires. Ils entrent dans la ville en faisant fuir deux escadrons de hussards, mais ceux-ci s'en vont donner l'alerte. Des renforts de l'armée néerlandaise arrivent alors et encerclent le faible contingent belge, contraint de s'enfuir et de laisser huit prisonniers. Le 18 octobre, les Néerlandais passent à l'attaque et Kessels s'illustre lors de la bataille de Lierre. Le 22, il commande notamment une colonne de 500 hommes avec pour mission de déloger l'ennemi des redoutes de l'enceinte de Lierre (nl), en les prenant en flanc par la route de Lisp, pendant que Niellon, avec une autre colonne, les attaque par la route de Malines. Dans cette expédition, Kessels combat avec son frère et ses deux fils, Herman et Gaspard. 

### Prise d'Anvers

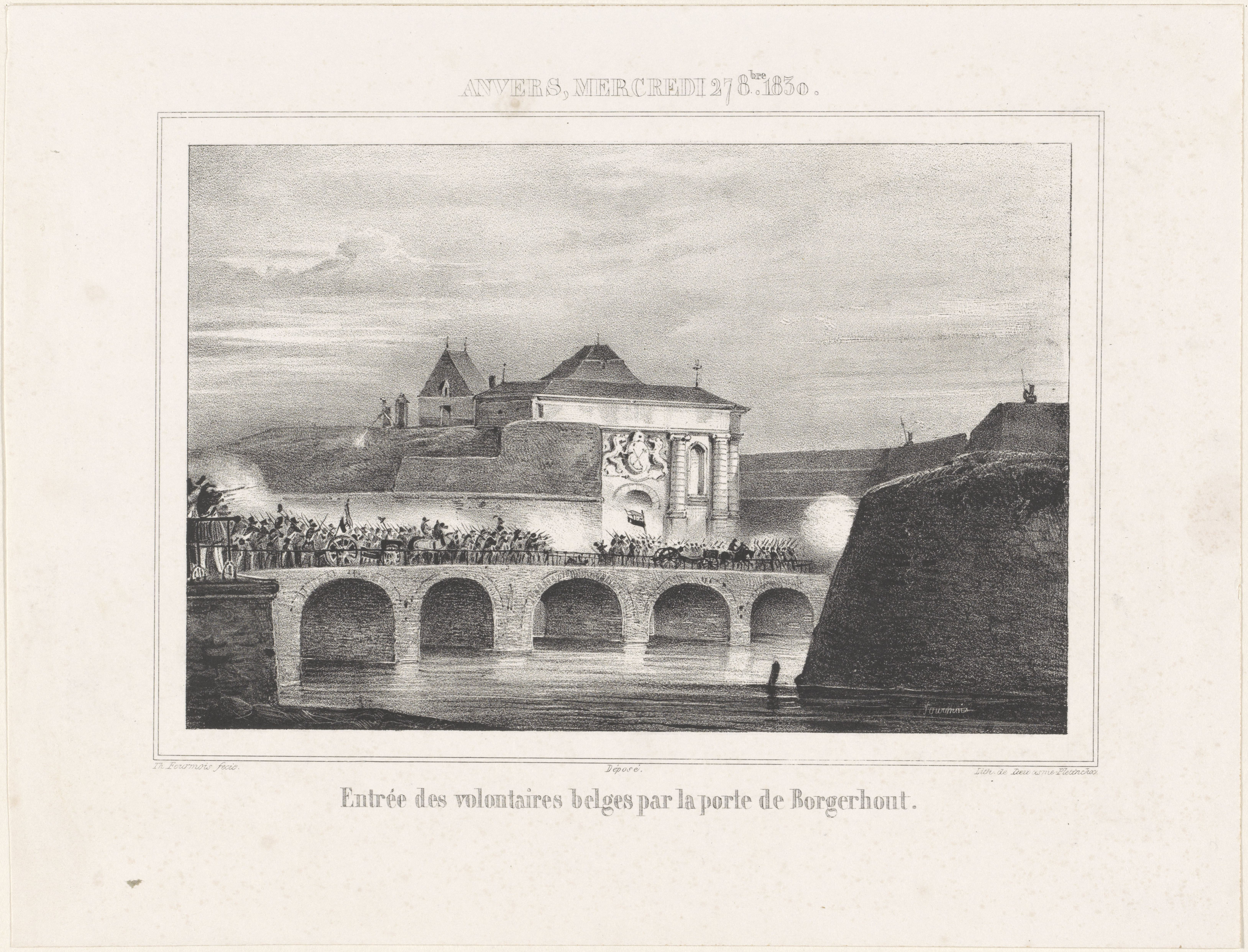
L'armée des volontaires belges entrant dans Anvers par la porte de Borgerhout le 27 octobre.

Au matin du 27 octobre le corps de Charles Niellon attaque l'enceinte d'Anvers par la porte de Borgerhout. Kessels s'engouffre dans la demi-lune qui la défend et retourne les canons contre les défenseurs néerlandais. L'attaque est menée de concert avec les insurgés anversois de Frans-Lodewijk Van den Herreweghe qui s'emparent bientôt de la porte de l'intérieur et ouvre la ville à l'armée de volontaires. En effet, les révolutionnaires anversois avaient obtenu un cessez-le-feu dans la matinée, après des pourparlers menés directement à la citadelle par une députation de bourgeois soutenue par le conseil de régence. Vers 9 h, le général Chassé, commandant de la citadelle d'Anvers et du 4e grand commandement militaire, leur remet les clefs de la ville et arbore le drapeau blanc en haut de la forteresse. Le drapeau de la révolution brabançonne est, quant à lui, hissé sur la tour de la cathédrale Notre-Dame d'Anvers. 
Après leur arrivée en ville, Herman Kessels et Charles Niellon se rendent à leur tour dans la citadelle afin de s'entretenir avec le général Chassé et de lui demander de conclure un nouvel accord de reddition avec eux, considérant qu'ils représentent à présent l'autorité militaire belge. Chassé refuse et les renvoie à l'accord passé avec les instances civiles un peu plus tôt dans la matinée. Vers 11 h, Kessels et Niellon rejoignent Anne François Mellinet et Van den Herreweghe à l'hôtel de ville d'Anvers où ils se réunissent et rédigent une nouvelle déclaration comprenant, cette fois, un ultimatum dans lequel ils exigent la capitulation de la citadelle et la saisie de toutes les armes ainsi que de tous les navires, en échange d'une retraite libre des soldats. Herman Kessels remet le nouveau document vers midi et le général Chassé promet d'y répondre à 15 h. Cependant, alors que les chefs belges attendent la réponse du général, leurs hommes, indisciplinés et ivres, ne respectent pas la trêve et finissent par attaquer l'arsenal d'Anvers, entre autres avec des canons. Herman Kessels intervient en personne et demande à ses hommes de respecter le cessez-le-feu, mais la troupe n’obéit pas. Les Néerlandais font alors feu avec depuis la citadelle en direction du ravelin et du bastion qui font face à l'arsenal et, en retour, les belges tirent des coups de canon en direction de la frégate Prosperina, qui se trouve sur l'Escaut avec la flotte de Jan Evert Lewe van Aduard, tuant plusieurs marins à bord. 
L'escalade de la situation pousse le duc Bernard de Saxe-Weimar-Eisenach à ordonner au général Chassé de bombarder le quartier de quartier de Saint-André, où se trouve l'arsenal. L'opération débute vers 16 h : la citadelle descend le drapeau blanc et arbore le drapeau noir, puis tire cinq coups de canon successifs, signalant au fort de Tête de Flandre et à la flotte de commencer le bombardement. Celui-ci dure jusqu'à plus de 22 h, déclenche de nombreux incendies, ravage 230 habitations et coûte la vie à 85 personnes. 
Le lendemain, Kessels faisait partie du conseil de guerre et de défense en sa qualité de commandant de l'artillerie, participant à la rédaction d'un armistice.

### Arrestation liée au complot orangiste

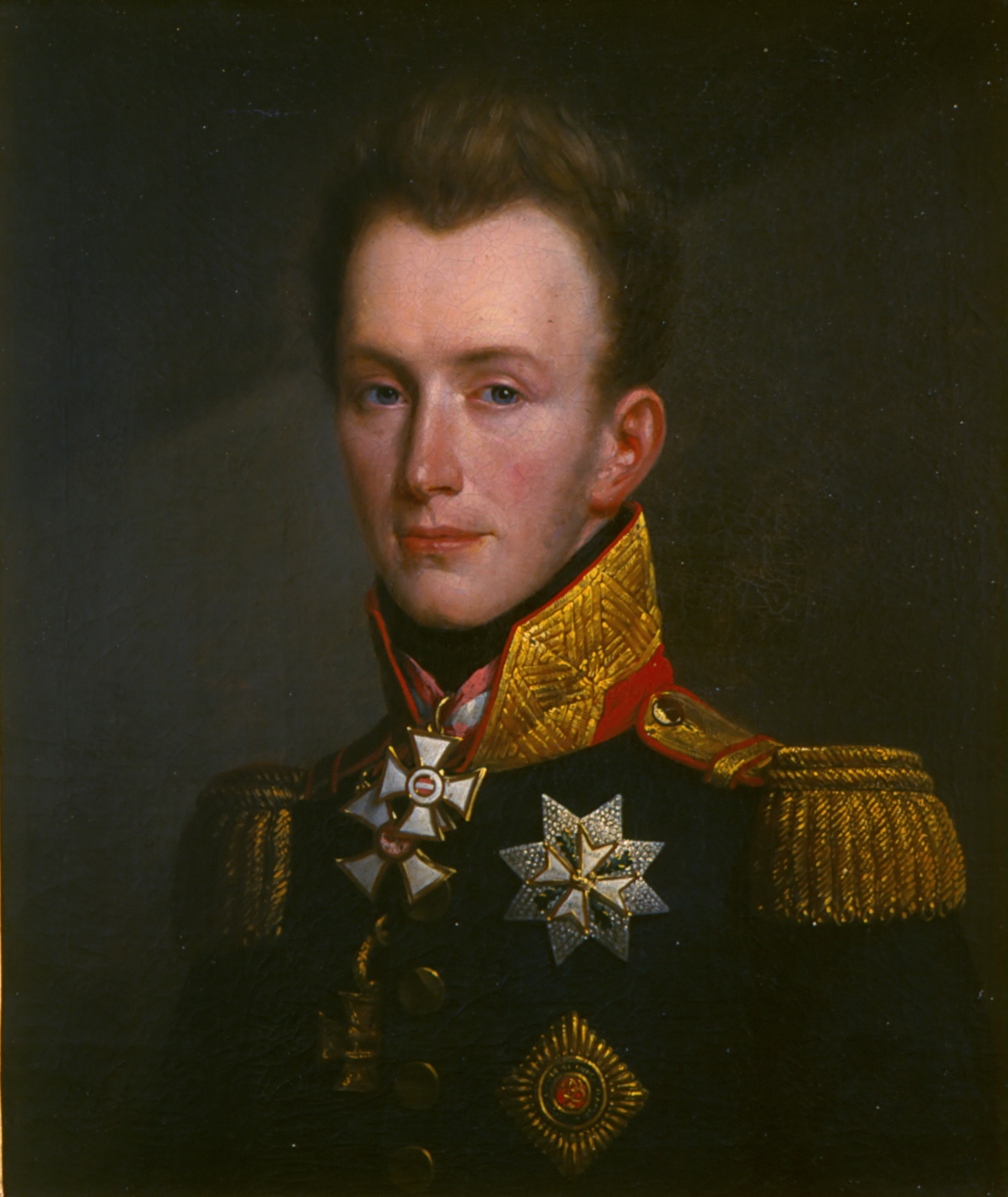
L'objectif des orangistes était de promulguer le fils du roi des Pays-Bas Guillaume Ier, le prince d'Orange (image), en tant que nouveau chef de l'état belge.

Après la prise d'Anvers, la nouvelle armée belge est divisée en trois brigades, les deux premières destinées à poursuivre les Néerlandais jusqu'à la frontière, la troisième à garder Anvers où Kessels reste posté jusqu'à fin novembre. Lui et son artillerie sont ensuite rattachés à la troisième brigade, commandée par le colonel Fonson, et sont stationnés à Wuustwezel puis à Turnhout. Le 7 février 1831, soit quelques jours après le coup d'état orangiste manqué à Gand, Herman Kessels est arrêté et conduit à Bruxelles pour avoir, selon la plainte du général Lambert Nypels : « Tenu dans des lieux publics des propos calomnieux pour l'armée, qui compromettaient sa sûreté et celle de l'État, et pour avoir fait au colonel Kénor des propositions dont l'exécution, si elles eussent été admises, devait amener le renversement du gouvernement ». 
En effet, quelques jours plus tôt, le 27 janvier, le curé de Balen, chez qui Kessels dine avec d'autres officiers, reçoit de Bruxelles une lettre l'informant que le Congrès national venait d'être dissous et le gouvernement provisoire de Belgique renversé. Après une discussion, plusieurs officiers dont Kessels et le major Boutmy, arrivent à la conclusion que, s'il en était ainsi, mieux vaut soutenir la candidature du prince d'Orange, le fils du roi Guillaume Ier , qui ne cache pas son intention de monter sur le trône de Belgique, soutenu par le mouvement orangiste et l'ambassadeur britannique, Lord John Ponsonby. Ils décident d'adresser une lettre au colonel du 9e régiment d'infanterie de ligne en lui proposant de se joindre à eux pour faire une déclaration publique à cet effet. Le lendemain, Kessels part pour Anvers, officiellement pour aller chercher des chevaux, mais en faisant manoeuvrer plus en arrière sa batterie d'artillerie qu'il trouve trop exposée. Le 29 janvier alors qu'il est au café de la Cour de Bruxelles avec quelques amis, il leur répète le bruit qui court à Balen au sujet du renversement du régime. Bien que personne ne puisse lui confirmer, ils trouvent dans Le Journal d'Anvers, un article se basant sur le journal français Le Globe, prétendant que la conférence de Londres vient de s'arranger quant au plan de partage de la Belgique en démembrant le nouvel état au profit des puissances européeenes. Cela s'avéra totalement faux car, bien au contraire, le plan fut refusé. Mais Kessels l'ignorant, s'indigne et s'écrie que la révolution de septembre n'a pas été faite pour que les puissances étrangères en profitent, mais pour donner l'indépendance aux Belges et que plutôt que de consentir au démembrement, mieux valait acclamer le prince d'Orange, ajoutant qu'il croit son avis partagé par les officiers de l'armée.
Il est maintenu en détention dans la capitale jusqu'à sa comparution devant la Haute Cour militaire le 22 juin. Outre les accusations de Nypels, Kessels est également accusé d'avoir retenu la solde de sa compagnie pendant cinq jours, ce qui ne fut jamais prouvé et l'accusation fut abandonnée par le ministère public. Le tribunal mit en avant le manque de preuves fondées et les déclarations trop vagues des témoins pour conclure à son acquittement et à sa remise en liberté immédiate. Pendant ce temps aux Pays-Bas, d'où Kessels et sa famille sont originaires, on l'accuse également de trahison et ses parents, qui habitent Bois-le-Duc, subissent des injures et des pressions de la part de l'autorité militaire néerlandaise.

### Campagne des Dix-Jours
Après sa remise en liberté, Kessels fut désigné, le 1er juillet 1831, pour commander l'artillerie de l'armée du Luxembourg. Le 2 août, le déclenchement de la campagne des Dix-Jours fait que Kessels est transféré dès le 6 août au commandement de l'armée de la Meuse dirigée par le général Nicolas Daine. Le lendemain, il participe à la bataille de Kermt (nl), qui est un succès et lors de laquelle il se distingue particulièrement. Le 8 août, après la défaite lors de la bataille d'Hasselt, l'arrière-garde des forces armées belges est attaquée par un détachement néerlandais près de Kortessem. Alors que les belges s'enfuient dans le désordre, à l'exception de deux escadrons de cuirassiers sous le commandement du lieutenant-colonel Delobel, le major Kessels parvient à mettre en batterie quatre pièces de 12 livres sur les côtés de la route. Un témoin contemporain dit : « Le feu habilement dirigé de l'artillerie arrêta court la poursuite, releva le moral des troupes et donna le temps à plusieurs braves officiers de rallier leurs soldats et de faire opérer à l'armée une retraite lente et bien ordonnée ».

### Fin de carrière
Après avoir commandé le parc d'artillerie mobile, puis l'artillerie de la deuxième division, il est mis en disponibilité du 27 juillet au 3 octobre 1832. On le retrouve lors de la cérémonie de remise des cent Drapeaux d'Honneur de 1830, le 27 septembre 1832.

## Distinctions
- Grand-croix de la Légion d'honneur (31 octobre 1829)
- Chevalier de l'ordre de Léopold (15 décembre 1833)
- Croix de fer (2 avril 1835)[26]